# Байково (Сєверо-Курильський міський округ)
Байково (рос. Байково) — село на острові Шумшу Північної групи Великої Курильської гряди на березі затоки Козиревського. Входить у склад Сєверо-Курильського міського округу Сахалінської області Російської Федерації. Населення — 0 осіб (2018).

## Історія
З 1905 по 3 вересня 1945 року у складі губернаторства Карафуто Японської імперії, з 1945 року у складі Сахалінської області Російської Радянської Федеративної Соціалістичної Республіки.

## Населення
| 2002 | 2009 | 2010 | 2011 | 2012 | 2013 | 2014 | 2015 | 2016 | 2017 | 2018 |
| ---- | ---- | ---- | ---- | ---- | ---- | ---- | ---- | ---- | ---- | ---- |
| 0    | →0   | →0   | →0   | →0   | →0   | →0   | →0   | →0   | →0   | →0   |